# Haddåsen
Haddåsen är en by i Ödeshögs kommun, Östergötlands län.
Lantbrevbäring inrättades 1 januari 1918. Linjen drogs in den 1 oktober 1958.
Vid generalmönstring med femte kompaniet vid Första livgrenadjärregementet på Malmen utanför Linköping 18 juni 1806 kommenderades Johan Hadorff, 21 år, från Haddåsen till tjänstgöring i Pommern. Han hade då redan två tjänstgöringsår som livgrenadjär.
Vindkraftverk som anses störande har uppförs på angränsande fastigheter i Jönköpings län.